# The Testament of Solomon
The Testament of Solomon est le quatrième album du Gnostic Trio, composé de Bill Frisell, Carol Emanuel et Kenny Wollesen. Les compositions, la direction et les arrangements sont de John Zorn. La musique a été composée à l'origine pour servir d'accompagnement à la pièce Shir Hashirim; elle a ainsi été jouée à New York, en 2008, puis à la Cité de la musique, en septembre 2009, par un groupe composé de Marc Ribot, Carol Emanuel, Kenny Wollesen, Greg Cohen et Cyro Baptista.

## Titres
| No  | Titre        | Durée |
| --- | ------------ | ----- |
| 1.  | Alamot       | 4:20  |
| 2.  | Kotlenu      | 4:45  |
| 3.  | Holat Ahavah | 4:24  |
| 4.  | 'Ayummah     | 4:32  |
| 5.  | Nirdi        | 3:15  |
| 6.  | Asis         | 4:31  |
| 7.  | 'Atarah      | 4:47  |
| 8.  | Tappuha      | 3:35  |
| 9.  | Berotim      | 4:45  |
| 10. | Otyah        | 5:10  |
| 11. | Sammatek     | 4:27  |

## Personnel
- Bill Frisell - guitare
- Carol Emanuel - harpe
- Kenny Wollesen - vibraphone